# خوسيه مانويل لوبيز رودريغو
خوسيه مانويل لوبيز رودريغو (بالإسبانية: José Manuel López Rodrigo)‏ هو مهندس زراعي وسياسي إسباني، ولد في 8 يونيو 1966 بمدريد في إسبانيا. حزبياً، نشط في بوديموس. وقد في 2015 Madrilenian regional election ‏، انتخب عضو جمعية مدريد ‏ خلال فترته النيابية ‏ (9 يونيو 2015 – ).

## روابط خارجية
- خوسيه مانويل لوبيز رودريغو على موقع IMDb (الإنجليزية)